# 丽州
丽州，中国古代的州。
唐朝武德四年（621年）置丽州，治所在永康县（今浙江省永康市北）。下辖永康县、缙云县（今浙江省缙云县东方镇）。辖境相当今浙江永康市全部及武义县、缙云县二县北部地。武德八年（625年），废丽州、缙云县，永康县改属婺州。
丽州刺史
- 闾丘胤（武德年间）

唐朝六胡州之一。调露元年（679年）安置突厥百姓粟特族置丽州，治所在今内蒙古鄂托克旗或鄂托克前旗境。神龙三年（709年）属兰池都督府，寻改为县。开元十年（722年）复置。次年废入盐州白池县。